# Pedicularis pallasii
Pedicularis pallasii är en snyltrotsväxtart som beskrevs av Aleksei Ivanovich Vvedensky. Pedicularis pallasii ingår i släktet spiror, och familjen snyltrotsväxter. Inga underarter finns listade i Catalogue of Life.